# Adoração na Guerra
Adoração na Guerra é o sexto álbum ao vivo e o décimo álbum da cantora de música cristã brasileira Léa Mendonça, lançado em 2017 pela MK Music. O álbum foi lançado nas plataformas digitais no dia 11 de agosto de 2017. 
Foi indicado ao Latin Grammy em 2018.

## Lançamento e recepção
| Críticas profissionais | Críticas profissionais |
| Avaliações da crítica  | Avaliações da crítica  |
| Fonte                  | Avaliação              |
| ---------------------- | ---------------------- |
| Super Gospel           | [ 3 ]                  |

Adoração na Guerra foi lançado em agosto de 2017 pela gravadora carioca MK Music. Em crítica desfavorável publicada no Super Gospel, o álbum foi classificado como uma "miscelânea de temas explorados intensamente pela cantora" e "o que mais prejudica Adoração na Guerra é seu excesso de controle – é musicalmente e liricamente forte –, mas não avança em direção a algo mais orgânico".

## Faixas
1. Vem coisa nova por Aí 5:05 (Dimael Kharrara e Jonathan Paes)
2. Vai Ter Virada 5:08 (Fabiano Barcelos)
3. Ferido Na Batalha 4:54 (Everton Dias e Diego Henrique)
4. Não deixe Nenhum dos Meus Se Perder 4:27 (Léa Mendonça)
5. O Gigante Caiu 4:36 (Diego Henrique)
6. Adoração na Guerra 4:52 (Léa Mendonça)
7. Quando o inimigo sou Eu 4:55 (Léa Mendonça)
8. Eu Voltei 4:15 (Beatriz Lima)
9. O viver para mim é Cristo 4:34 (Léa Mendonça)
10. Vida com Propósito 4:48 (Léa Mendonça)

## Lives Sessions
| Música                  | Lançamento            |
| ----------------------- | --------------------- |
| Ferido na batalha       | 30 de agosto de 2017  |
| Vai ter virada          | 5 de outubro de 2017  |
| Quando o inimigo sou eu | 2 de novembro de 2017 |